# Bo'ness

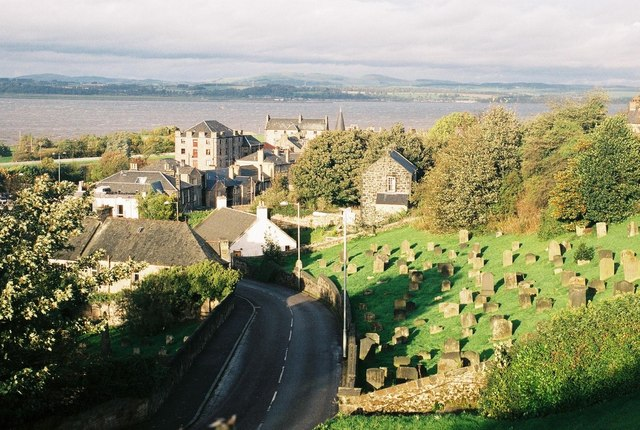
Vy över stadskärnan.

Bo'ness, ursprungligen kortform för Borrowstouness, skotsk gaeliska: Ceann Fhàil, lågskotska: Burghstounness, är en stad i centrala Skottland, belägen i Falkirks kommun, 27 km väster om Edinburgh vid södra sidan av Firth of Forth. Befolkningen uppskattades till 14 490 invånare 2008. Staden var tidigare en industri- och hamnstad men har idag huvudsakligen karaktär av en sovstad för pendlare till Edinburgh, Falkirk, Grangemouth och Glasgow.

## Historia
Bo'ness ligger vid den östra änden av Antoninus mur, en gränsbefästning uppförd omkring år 142 e.Kr. som vid mitten av 100-talet utgjorde den norra gränsen (Limes) för Romarriket. Rester av muren kan ses vid herresätet Kinneil House.